# Weston Longville
Weston Longville est une paroisse civile et un village du Norfolk, en Angleterre.